# Мала Учка (Мошћеничка Драга)
Мала Учка је насељено место у саставу општине Мошћеничка Драга у Приморско-горанској жупанији, Република Хрватска.

## Историја
До територијалне реорганизације у Хрватској насеље се налазило у саставу старе општине Опатија.
Као самостално насеље постоји од пописа 2011. године. Настало је издвајањем из насеља Граброва.

## Становништво
На попису становништва 2011. године, Мала Учка није имала становника.